# イブラヒム・アフェレイ
イブラヒム・アフェレイ（Ibrahim Afellay, 1986年4月2日 - ）は、オランダ・ユトレヒト出身の元サッカー選手。現役時代のポジションはMFまたはFW。
PSVアイントホーフェン所属時には中盤の底を務める事もあった。スピードあふれるドリブルとミドルシュートが得意で、攻撃的な選手である。

## クラブ経歴

### PSVアイントホーフェン

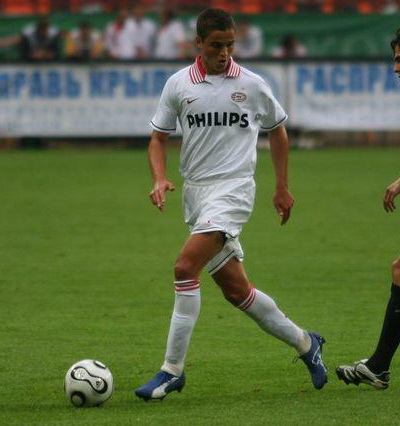
PSV時代のアフェライ

ユトレヒトにあるUSVエリンクヴァイクというアマチュアクラブでサッカーを始め、2003年にPSVアイントホーフェンの下部組織に入団すると、2004年2月4日のKNVBカップ・NACブレダ戦でデビューした。10日後の2月14日、FCトゥウェンテ戦でエールディヴィジデビューし、2003-04シーズンはもう1試合に出場して公式戦3試合に出場した。2004-05シーズンは7試合に出場し、2005年5月15日のフェイエノールト戦では大きな衝撃を与える2得点を記録した。
2005-06シーズンはダマルカス・ビーズリーやミカ・ヴァイリネンの欠場にともなって先発出場メンバーに名を連ねるようになった。2005年9月13日、1-0で勝利したシャルケ04戦でUEFAチャンピオンズリーグ初出場を果たした。ヨハン・フォーゲルやマルク・ファン・ボメルが移籍したためにレギュラーに定着し、はじめての二桁試合数となるリーグ戦23試合に出場して2得点した。2006-07シーズンはヨハン・クライフ賞（オランダ年間若手最優秀選手賞）を受賞し、副賞として与えられる権利でモロッコに人工芝のピッチを設置した。

### FCバルセロナ
2010年11月16日、2011年1月にリーガ・エスパニョーラのFCバルセロナに移籍することが内定し、12月23日にバルセロナを訪れメディカルチェックをパス、移籍が完全に決定した。移籍金は約300万ユーロと報道されている。FCバルセロナとは2015年までの契約を結び、背番号は20に決定した。2011年1月5日のコパ・デル・レイ・アスレティック・ビルバオ戦のロスタイムにFWダビド・ビジャとの途中交代で出場してデビューし、1月19日のコパ・デル・レイ、レアル・ベティス戦セカンドレグ (1-3) で初めて先発出場した。同大会のUDアルメリア戦で初得点を決めている。

### FCシャルケ04
2012年8月31日に出場機会を求めてFCシャルケ04へ1年間の期限付移籍をした。

### オリンピアコスFC
2014年8月10日、オリンピアコスFCへの1年間の期限付移籍をした。なお、このレンタル終了後に、バルセロナとの契約も満了した。

### ストーク・シティFC
2015年7月27日、ストーク・シティFCへ2017年6月までの2年契約で完全移籍した。

### PSVアイントホーフェン
2019年6月18日、古巣のPSVアイントホーフェンへ1年契約で完全移籍した。しかし、リーグ戦3試合に途中出場したのみで目立った活躍はできなかった。2019-20シーズン終了後、クラブを退団し、フリーとなった。退団後は所属先が見つからず、2021年1月31日に現役を引退した。

## 代表経歴
2005年のFIFAワールドユース選手権ではライアン・バベルやクインシー・オウス・アベイエと共にU-20オランダ代表の前線を支える存在であった。
2005年10月8日、マルコ・ファン・バステン監督によってチェコ戦とマケドニア共和国戦のためのオランダ代表に選出されたが、出場はしていない。世代別代表の頃からオランダ代表としてプレーしてきたが、モロッコにルーツを持つため、オランダA代表を選択するかモロッコA代表を選択するかジレンマに陥っていた。しかし、最終的にはオランダ代表を選択し、2007年3月28日のUEFA EURO 2008予選・スロベニア戦で初出場を果たした。UEFA欧州選手権本大会のメンバーにも選出され、グループリーグのイタリア戦ではディルク・カイトとの途中交代で出場してクロスバーを叩く惜しいボレーシュートを放った。グループリーグ最終戦のルーマニア戦では先発出場し、アリエン・ロッベンやロビン・ファン・ペルシーとともに攻撃陣を構成した。なお、同大会で着用したユニフォームはAffellayという背文字が施されていたが、これはfが1つ多い誤表記である。オランダが準優勝した2010 FIFAワールドカップでは3試合に途中出場し、日本戦ではスピードのある飛び出しを見せ、川島永嗣にセーブされたものの決定機を作った。2010年10月12日、UEFA EURO 2012予選のスウェーデン戦で代表初得点を含む2得点を挙げた。UEFA EURO 2012にも参加したが、自身も全試合出場したグループリーグではデンマーク代表、ポルトガル代表そしてドイツ代表の3試合すべてで敗戦し、死の組だったとはいえ、オランダはグループリーグで大会を終えた。

## 個人成績
2017年12月30日現在
| クラブ                  | シーズン | リーグ | リーグ | カップ | カップ | リーグカップ | リーグカップ | 欧州カップ | 欧州カップ | その他 | その他 | 期間通算 | 期間通算 |
| クラブ                  | シーズン | 出場   | 得点   | 出場   | 得点   | 出場         | 得点         | 出場       | 得点       | 出場   | 得点   | 出場     | 得点     |
| ----------------------- | -------- | ------ | ------ | ------ | ------ | ------------ | ------------ | ---------- | ---------- | ------ | ------ | -------- | -------- |
| PSV                     | 2003-04  | 2      | 0      | 1      | 0      | —            | —            | —          | —          | —      | —      | 3        | 0        |
| PSV                     | 2004-05  | 7      | 2      | 2      | 0      | —            | —            | —          | —          | —      | —      | 9        | 2        |
| PSV                     | 2005-06  | 23     | 2      | 2      | 0      | —            | —            | 8          | 0          | 1      | 0      | 34       | 2        |
| PSV                     | 2006-07  | 27     | 6      | 2      | 0      | —            | —            | 5          | 0          | —      | —      | 34       | 6        |
| PSV                     | 2007-08  | 24     | 2      | 0      | 0      | —            | —            | 8          | 0          | 1      | 0      | 33       | 2        |
| PSV                     | 2008-09  | 28     | 13     | 1      | 0      | —            | —            | 4          | 0          | 1      | 0      | 34       | 13       |
| PSV                     | 2009-10  | 29     | 4      | 4      | 1      | —            | —            | 11         | 1          | —      | —      | 44       | 6        |
| PSV                     | 2010-11  | 19     | 6      | 1      | 0      | —            | —            | 6          | 1          | —      | —      | 26       | 7        |
| PSV                     | 通算     | 159    | 36     | 13     | 1      | —            | —            | 42         | 2          | 3      | 0      | 217      | 39       |
| FCバルセロナ            | 2010-11  | 16     | 1      | 6      | 1      | —            | —            | 6          | 0          | —      | —      | 28       | 2        |
| FCバルセロナ            | 2011-12  | 4      | 0      | 0      | 0      | —            | —            | 1          | 0          | —      | —      | 5        | 0        |
| FCバルセロナ            | 2013-14  | 1      | 0      | 1      | 0      | —            | —            | 0          | 0          | 0      | 0      | 2        | 0        |
| FCバルセロナ            | 通算     | 21     | 1      | 7      | 1      | —            | —            | 7          | 0          | 0      | 0      | 35       | 2        |
| シャルケ (loan)         | 2012-13  | 10     | 2      | 1      | 1      | —            | —            | 4          | 1          | —      | —      | 15       | 4        |
| オリンピアコスFC (loan) | 2014–15  | 19     | 4      | 2      | 0      | —            | —            | 8          | 2          | —      | —      | 29       | 6        |
| ストーク・シティFC      | 2015–16  | 31     | 2      | 0      | 0      | 5            | 1            | —          | —          | —      | —      | 36       | 3        |
| ストーク・シティFC      | 2016–17  | 12     | 0      | 1      | 0      | 0            | 0            | —          | —          | —      | —      | 13       | 0        |
| ストーク・シティFC      | 2017–18  | 6      | 0      | 0      | 0      | 0            | 0            | —          | —          | —      | —      | 6        | 0        |
| ストーク・シティFC      | 通算     | 49     | 2      | 1      | 0      | 5            | 1            | —          | —          | —      | —      | 55       | 3        |
| ストーク・シティFC U-23 | —        | —      | —      | —      | —      | —            | —            | —          | —          | 2      | 1      | 2        | 1        |
| 総通算                  | 総通算   | 258    | 44     | 24     | 3      | 5            | 1            | 61         | 5          | 5      | 1      | 353      | 54       |

## 代表歴

### 出場大会
- オランダ代表
  - 2010 FIFAワールドカップ

### 試合数
- 国際Aマッチ 53試合 7得点（2007年-2016年）[8]

| オランダ代表 | 国際Aマッチ | 国際Aマッチ |
| 年           | 出場        | 得点        |
| ------------ | ----------- | ----------- |
| 2007         | 1           | 0           |
| 2008         | 13          | 0           |
| 2009         | 5           | 0           |
| 2010         | 12          | 2           |
| 2011         | 5           | 1           |
| 2012         | 8           | 2           |
| 2013         | 0           | 0           |
| 2014         | 4           | 1           |
| 2015         | 3           | 0           |
| 2016         | 2           | 1           |
| 通算         | 53          | 7           |

### 得点
| #  | 日時           | 場所           | 対戦相手       | スコア | 最終結果 | 大会               |
| -- | -------------- | -------------- | -------------- | ------ | -------- | ------------------ |
| 1. | 2010年10月12日 | アムステルダム | スウェーデン   | 2–0    | 4–1      | UEFA EURO 2012予選 |
| 2. | 2010年10月12日 | アムステルダム | スウェーデン   | 4–0    | 4–1      | UEFA EURO 2012予選 |
| 3. | 2011年3月25日  | ブダペスト     | ハンガリー     | 0–2    | 0-4      | UEFA EURO 2012予選 |
| 4. | 2012年6月2日   | アムステルダム | 北アイルランド | 4–0    | 6–0      | 親善試合           |
| 5. | 2012年6月2日   | アムステルダム | 北アイルランド | 5–0    | 6–0      | 親善試合           |
| 6. | 2014年10月10日 | アムステルダム | カザフスタン   | 2–1    | 3-1      | UEFA EURO 2016予選 |
| 7. | 2016年3月25日  | アムステルダム | フランス       | 2–2    | 2-3      | 親善試合           |

## タイトル

### クラブ
PSVアイントホーフェン
- エールディヴィジ (4) : 2004-05, 2005-06, 2006-07, 2007-08
- KNVBカップ (1) : 2004-05
- ヨハン・クライフ・シャール (1) : 2008

FCバルセロナ
- リーガ・エスパニョーラ (1) : 2010-11
- コパ・デル・レイ (1) : 2011-12
- スーペルコパ・デ・エスパーニャ (2) : 2011, 2013
- UEFAチャンピオンズリーグ (1) : 2010-11
- UEFAスーパーカップ (1) : 2011
- FIFAクラブワールドカップ (1) : 2011

オリンピアコスFC
- ギリシャ・スーパーリーグ (1) : 2014-15

### 代表
オランダ代表
- FIFAワールドカップ準優勝 : 2010

### 個人
- ヨハン・クライフ賞 : 2006-07